# Basilique Notre-Dame-du-Perpétuel-Secours de Santiago du Chili
Pour les articles homonymes, voir Basilique Notre-Dame-du-Perpétuel-Secours.
La basilique Notre-Dame-du-Perpétuel-Secours (en espagnol : basílica de Nuestra Señora del Perpetuo Socorro) est une église catholique située à Santiago du Chili ; de style néogothique, elle est dédiée à Notre Dame du Perpétuel Secours et dépend de l'archidiocèse de Santiago du Chili. Elle est desservie par les rédemptoristes.

## Histoire et description
L'église est bâtie selon les plans de Gustave Knockaert, en religion frère Gérard, architecte belge, et d'Hubert Boulangeotmembre de la congrégation du Très Saint Rédempteur.
La première pierre de l'édifice est bénite le 12 décembre 1904. Gustave Knockaert (1845-1928), frère rédemptoriste qui a construit des églises pour sa congrégation à Madrid, Paris, Mulhouse et aux Sables-d'Olonne, est chargé de réunir un groupe de quinze architectes, dont Hubert Boulangeot, bâtisseur et architecte de terrain de la future basilique. Le séisme du 16 août 1906 (es) oblige à modifier les plans initiaux pour renforcer la structure. Elle est faite de béton armé avec des barres d'acier. Le frère rédemptoriste Joachim Chardin, spécialiste du ciment, aide à placer les arcs d'ogive, éléments distinctifs de l'architecture gothique. C'est également le frère Joachim qui est chargé de la partie ornementale de la sacristie, faite de bois de chêne avec le blason de la congrégation au-dessus de l'entrée.
À l'extérieur de l'édifice, le frère Constance, jardinier de son état, dessine les jardins, la serre et l'étang. Les pierres monolithes des colonnes proviennent de San José de Maipo et sont transportées par chars à bœufs en 1906 et en 1907 afin d'être taillées et polies sur le site. À cause de la crise économique consécutive à la fin de la Première Guerre mondiale, l'importation de matériel est rendue impossible et huit des vingt-huit vitraux et une rose ne sont pas livrés, ce qui explique que ces fenêtres sont en verre transparent.
On installe des confessionnaux à l'intérieur de l'église en bois de chêne rouge d'Amérique et un orgue français issu de la maison Neuville Frères en 1897, déclaré « monument national du Chili » des décennies plus tard. Le maître-autel est confectionné en Belgique en marbre et en bronze et complété au Chili en bois de chêne rouge d'Amérique et de lingue. On trouve en son milieu une image de Notre Dame du Perpétuel Secours, réplique de celle qui se trouve en l'église des Rédemptoristes de Rome. Les autels de saint Alphonse de Liguori et de Notre Dame du Carmel sont dessinés par le frère Hubert avec des bas-reliefs de l'artiste espagnol José Soria.
En 1919, la basilique est consacrée au cours d'une messe pontificale célébrée par Crescente Errázuriz, archevêque de Santiago. Le musicien argentin Domingo Santa Cruz (es) offre en ce jour un Te Deum de façon inédite. L'église est élevée en 1926 au rang de basilique mineure par le pape Pie XI, représenté le jour de la cérémonie par le nonce apostolique, Benedetto Aloisi Masella.

## Dimensions
La basilique mesure 68 mètres de profondeur et 30  mètres de largeur. Les tours d'angle s'élèvent à 55 mètres et à 65 mètres. Elle devait comporter cinq nefs, mais seules trois ont été terminées, les deux autres fermées servent de magasin ou de couloir. Les toits sont recouverts de cuivre et de plomb.

## Illustrations

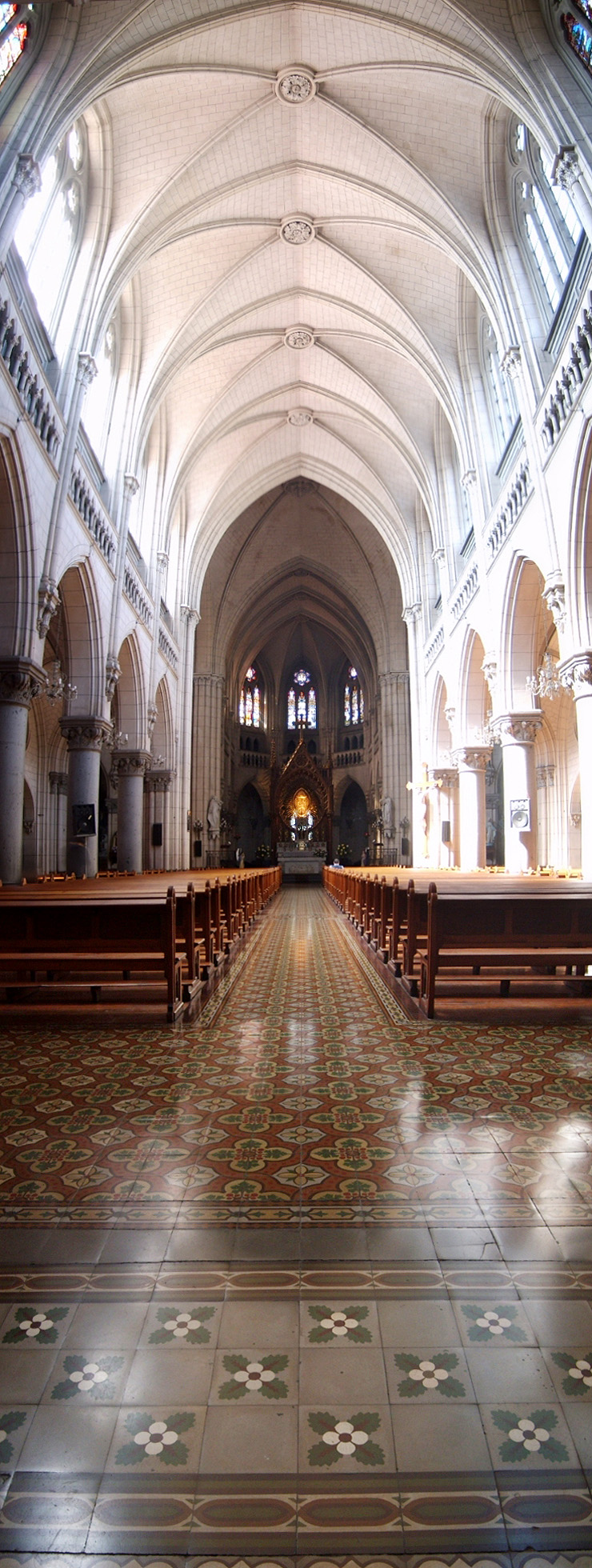
Intérieur
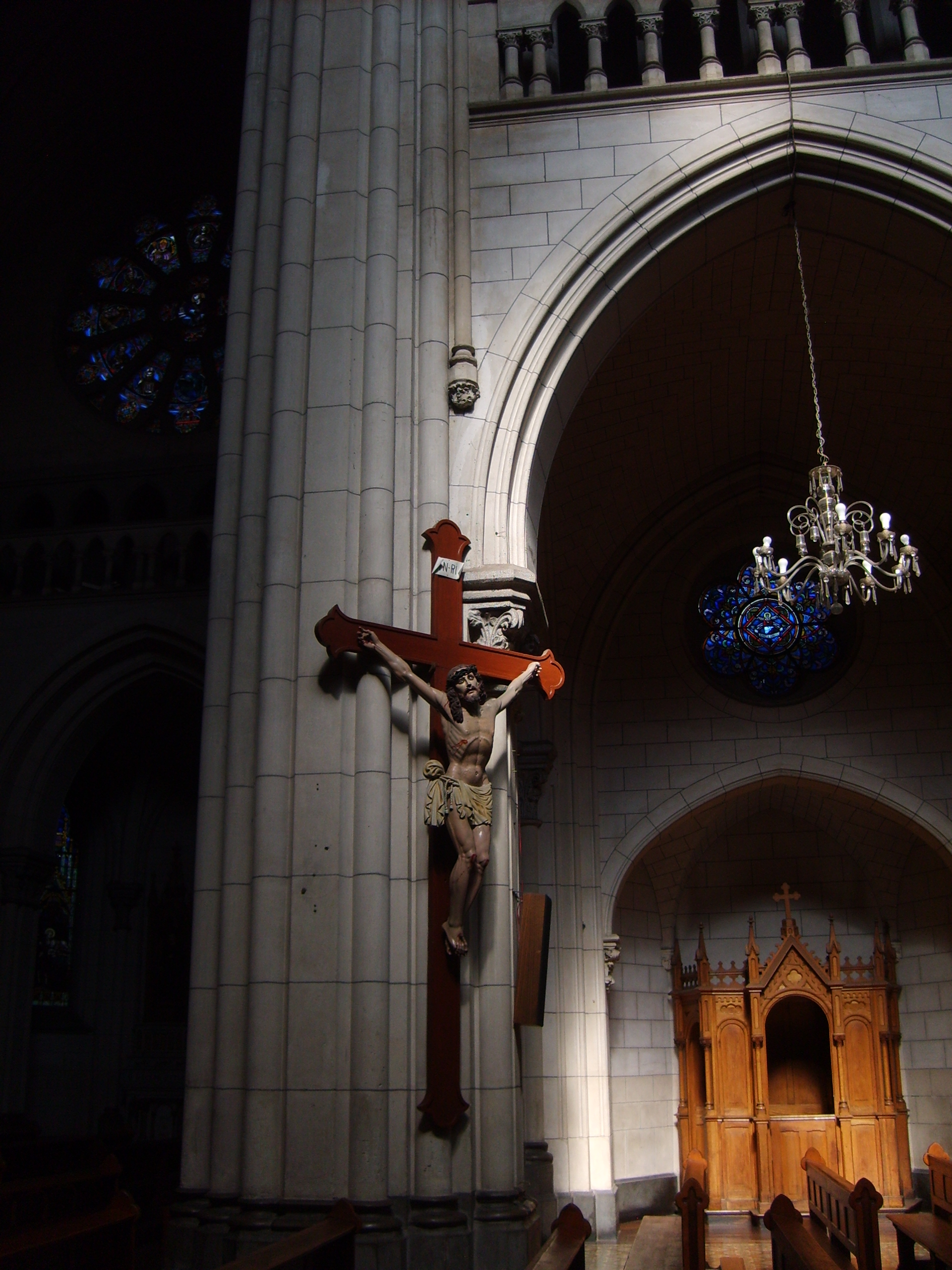
Crucifix et confessionnal
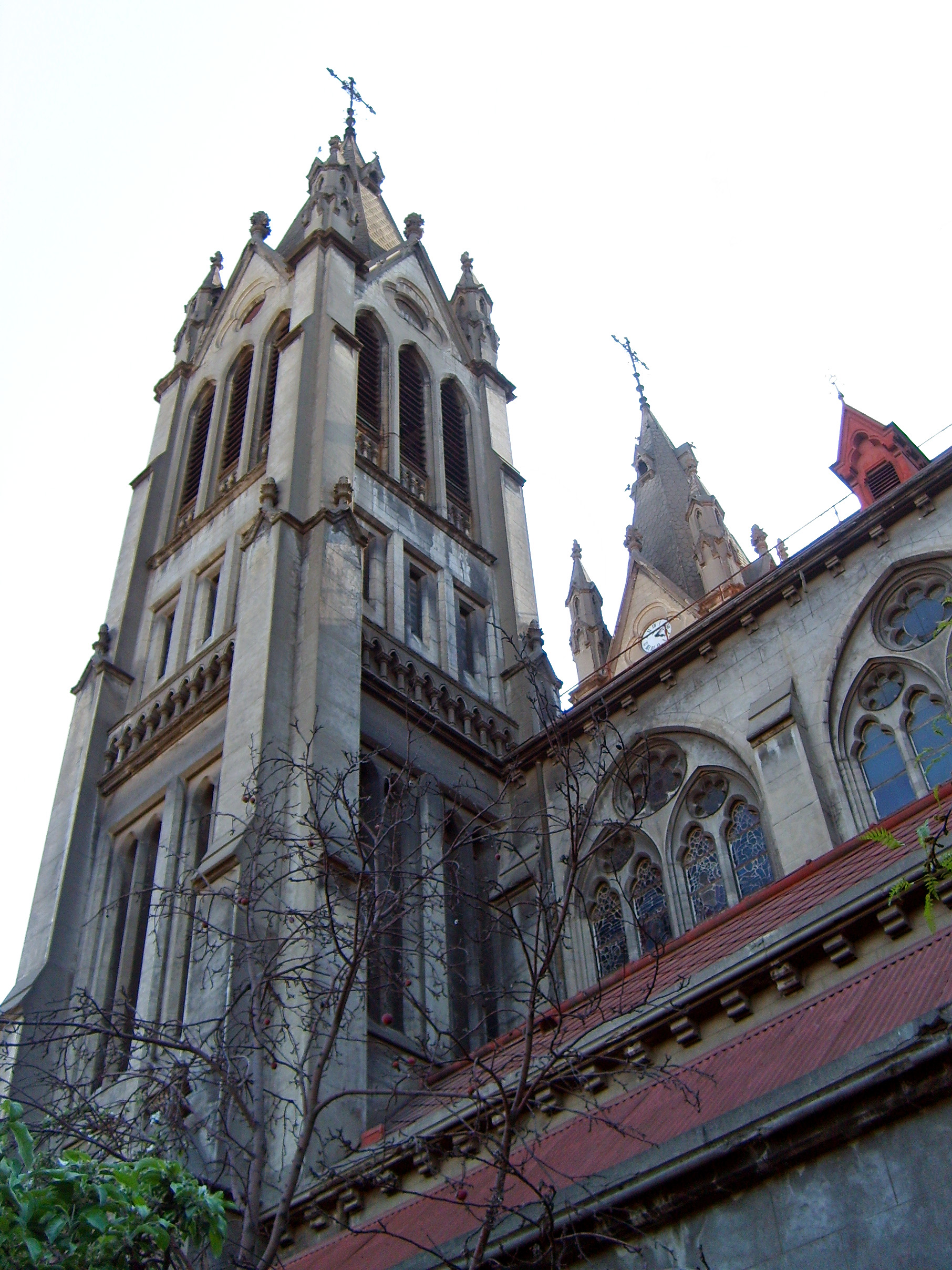
Vue d'une des tours